# Gerhard Strick
Gerhard Strick (* 10. Januar 1937) ist ein ehemaliger deutscher Fußballtorwart. Er spielte in seiner Karriere mit dem 1. FC Nürnberg von 1961 bis 1965 in der Fußball-Oberliga Süd und der Bundesliga.

## Karriere
Der 1,86 m große Torhüter Gerhard Strick kam 1961 von den Würzburger Kickers aus der 1. Amateurliga Bayern zur Oberligamannschaft des 1. FC Nürnberg. Bei seinem Heimatverein VfL Bad Neustadt war er bis 1955 am Ball gewesen, ehe der Abiturient sich nach Würzburg aufgemacht hatte, um dort ein Studium der Rechtswissenschaften aufzunehmen. Nach seinem Wechsel zum amtierenden deutschen Meister war er die Nummer 2 hinter Club-Stammtorhüter Roland Wabra. Für die Nürnberger bestritt der Studentennationaltorhüter in zwei Oberligaspielzeiten elf Ligaspiele und gewann mit dem „Club“ 1962 die Südmeisterschaft und erreichte im letzten Jahr der alten erstklassigen Oberliga, 1962/63, mit den Franken unter Trainer Herbert Widmayer die Vizemeisterschaft. Am 23. Spieltag, den 11. Februar 1962, debütierte Strick bei einem 1:0-Heimerfolg gegen den VfR Mannheim in der Oberliga Süd. Die Club-Defensive formierte sich vor Strick mit Paul Derbfuß und Helmut Hilpert im Verteidigerpaar und mit Josef Zenger, Ferdinand Wenauer und Stefan Reisch in der Läuferreihe. Acht später, am 18. Februar, stand er auch bei einer 0:3-Auswärtsniederlage beim Karlsruher SC im Gehäuse des 1. FC Nürnberg. Vier Tage danach, am 22. Februar, folgte aber der sportliche Höhepunkt seiner Laufbahn: Strick vertrat Wabra auch beim Rückspiel im Europapokal der Landesmeister bei Benfica Lissabon. Vor 70.000 Zuschauern im Estádio da Luz erlebte er zwar einen furiosen Sturmlauf des Teams von Trainer Béla Guttmann bei einer eindeutigen 0:6-Niederlage, aber das „Feuerwerk“ des Benfica-Angriffs mit José Augusto, Eusébio, José Águas, Mário Coluna und António Simões war große Fußballkunst. Weinrich notiert in seinem Europapokalbuch zu diesem Spiel unter anderem: „Am Fehlen des Stammkeepers Wabra, der vom unerfahrenen Gerhard Strick vertreten wurde, lag es nicht, dass der Club vom sich in einen Rausch steigernden Titelverteidiger schließlich vorgeführt wurde.“ Im März 1962 lief er noch in den drei Oberligaspielen gegen den FC Bayern München (1:2), BC Augsburg (3:0) und FSV Frankfurt (2:1) in seiner Debütrunde in der Oberliga Süd beim 1. FC Nürnberg auf.
Im Viertelfinalheimspiel um den DFB-Pokal am 8. August 1962 gegen den VfV Hildesheim (11:0) stand er beschäftigungslos im Tor; in den weiteren erfolgreichen Spielen um den Pokal, einschließlich des Endspiels am 29. August gegen Fortuna Düsseldorf (2:1 n. V.), hütete Wabra das Tor. In seiner zweiten Oberligasaison kam der Jurastudent 1962/63 auf sechs Ligaeinsätze. Er gehört dem Spielerkreis an, welcher am 28. April 1963, dem 30. Spieltag, die alte erstklassige Oberliga Süd als Aktiver auf dem Spielfeld beendeten. Strick stand bei einem 5:1-Heimerfolg des „Clubs“ im FCN-Gehäuse. Mit den Mannschaftskameraden Horst Leupold, Hilpert, Gustav Flachenecker, Wenauer und Reisch hatte er dabei die Defensive des Vizemeisters gebildet.
Mit Einführung der eingleisigen ersten deutschen Spielklasse, der Bundesliga, blieb Strick weiter im Team des Clubs. Nach zwei weiteren Jahren in Nürnberg, er hatte sechs Bundesligaspiele bestritten, verließ er 1965 den Verein und kehrte zu den Würzburger Kickers ins bayerische Amateurlager zurück. In Nürnberg übernahm Gyula Tóth die vorherige Rolle von Strick als zweiter Torhüter hinter Wabra. In der ersten Bundesligasaison ragten bei Strick die zwei unmittelbaren Einsätze im April 1964 gegen den ersten Bundesligameister 1. FC Köln heraus: Am 8. April überraschte Nürnberg mit einer denkbar knappen 2:3-Auswärtsniederlage nach Verlängerung im DFB-Pokal bei der „Geißbock-Elf“, verlor aber drei Tage später das Punktspiel deutlich mit 0:5 Toren. Sein letztes Bundesligaspiel absolvierte er am 19. September 1964 bei einem 3:2-Heimerfolg unter Trainer Gunther Baumann gegen den FC Schalke 04.